# Линзовое пространство
Линзовое пространство — многообразие нечётной размерности, являющееся факторпространством {\displaystyle S^{2n-1}/\mathbb {Z} _{p}} сферы {\displaystyle S^{2n-1}} по изометрическому свободному действию циклической группы {\displaystyle \mathbb {Z} _{p}}.
Сферу {\displaystyle S^{2n-1}} всегда возможно расположить в комплексном пространстве {\displaystyle \mathbb {C} ^{n}} с фиксированным базисом, так чтобы образующая {\displaystyle \mathbb {Z} _{p}}, действовала на каждой координате {\displaystyle z_{i}} умножениями на {\displaystyle \xi _{p}^{q_{i}}} где {\displaystyle \xi _{p}=\exp {2\pi i/p}}.
Такое действие является свободным тогда и только тогда, когда для каждого {\displaystyle i}, {\displaystyle q_{i}} взаимнопросто с {\displaystyle p}.
Это пространство обычно обозначается {\displaystyle L(p;q_{1},\ldots ,q_{n})}.
Фундаментальную область действия {\displaystyle \mathbb {Z} _{p}} на {\displaystyle S^{2n-1}} удобно представлять себе в виде «линзы» — пересечение двух полусфер — откуда и возникло название «линзовое пространство».
Прямой предел {\displaystyle S^{\infty }/\mathbb {Z} _{p}} линзовых пространств при {\displaystyle n\to \infty } даёт асферическое пространство, а точнее пространство Эйленберга — Маклейна типа {\displaystyle K(\mathbb {Z} _{p},1)}. В трёхмерном случае линзовое пространство совпадают с многообразиями, имеющими диаграмму Хегора рода 1, и поэтому они являются многообразиями Зейферта.